# دکتر گلدفوت و دختران آتشپاره
دکتر گلدفوت و دختران آتشپاره (انگلیسی: Dr. Goldfoot and the Girl Bombs) یک فیلم جاس‌اروپایی کمدی به کارگردانی ماریو باوا است که در سال ۱۹۶۶ منتشر شد.

## گزیدهٔ بازیگران
- وینسنت پرایس
- فابیان فورته
- فرانکو فرانکی
- چیچو اینگراسیا
- لائورا آنتونلی
- فرانچسکو موله
- جرج وانگ
- جانفرانکو فوناری
- انیو آنتونلی
- ماریو باوا